# Lesnoj Gorodok
Lesnoj Gorodok (in russo Лесной Городок?) è una cittadina della Russia europea centrale, situata nella oblast' di Mosca. Apparteneva all'Odincovskij rajon.
Sorge nella parte centrale dell'oblast', pochi chilometri a sudovest di Mosca, ad una ventina di chilometri da Odincovo.